# Kurt Pritzkoleit
Kurt Rudolf Otto Pritzkoleit (* 19. September 1904 in Purgalken, Landkreis Neidenburg, Ostpreußen; † 16. April 1965 in Münster) war ein deutscher Journalist und Schriftsteller.

## Leben
Pritzkoleit war Sohn des Lehrers Otto Pritzkoleit und seiner Frau Gertrud, geb. Blümert. Schon kurz nach seiner Geburt siedelte die Familie ins Rheinland über. Pritzkoleit besuchte von 1914 bis zum Abitur 1923 das Städtische Realgymnasium an der Rethelstraße (ab Schuljahr 1920/21 in Ludendorffschule umbenannt) in Düsseldorf. Sein Abiturzeugnis vermerkt: „Er verlässt die Anstalt, um Journalist zu werden.“ Er studierte anschließend Mathematik, Philosophie, Geschichte, Nationalökonomie und Jura, zuerst in Marburg und Göttingen und vom Mai 1925 bis zum November 1926 in Berlin, wo er nebenbei als freier Journalist tätig war. Nach dem Studium und einem längeren Aufenthalt in Holland schrieb Pritzkoleit u. a. für den „Deutschen Volkswirt“, das „Berliner Tageblatt“, die „Frankfurter Zeitung“ und die „Deutsche Rundschau“, aber auch für die NS-Wochenzeitung „Das Reich“, nachdem er 1937 für kurze Zeit Häftling im KZ Sachsenhausen bei Berlin gewesen war. Nach der Rückkehr aus dem KZ heiratete er Elfriede, geb. Hornig. Aus der Ehe gingen zwei Kinder hervor, Friedrich (geb. 1938), und Bettina (geb. 1942).
Pritzkoleit arbeitete weiter journalistisch, wurde im Herbst 1940 zur Wehrmacht eingezogen und 1941 vorübergehend freigestellt. Obwohl nicht Parteimitglied, wurde er vom Verwaltungsrat der NS-Presse beauftragt, für die in Mannheim erscheinende Zeitung Hakenkreuzbanner zu schreiben. Er leitete das politische Ressort, bis er 1943 erneut eingezogen wurde. Schon während der Mannheimer Zeit begann er sein erstes Buch, „Männer und Geschäfte“, ein Lesebuch zur Geschichte der USA. Obwohl er 1943 zur Flak eingezogen wurde, konnte er das Buch vollenden und 1943 bei Suhrkamp veröffentlichen. 1945 geriet Pritzkoleit in Augsburg zunächst in amerikanische, dann französische Kriegsgefangenschaft in Pau und Bayonne, wo er Vorträge und Artikel verfasste, oft in französischer Sprache. 1947 kehrte er aus der Gefangenschaft zurück. Er lebte mit Frau und Kindern in Wittlaer bei Düsseldorf, wo er zunächst das Wirtschaftsressort der „Rheinischen Post“ leitete und danach die Chefredaktion der „Neuss-Grevenbroicher-Zeitung“ übernahm.
Pritzkoleit beendete seine journalistische Laufbahn 1950 und arbeitete seitdem als freier Schriftsteller zunächst in Düsseldorf und ab 1954 in Münster. Er gilt als der bedeutendste Chronist des „deutschen Wirtschaftswunders“ und als einer der erfolgreichsten Wirtschaftsschriftsteller der Nachkriegszeit. Sein aufsehenerregendes Buch „Männer, Mächte, Monopole“ erlaubt einen Blick hinter die Kulissen der deutschen Wirtschaft. Es eröffnet den Reigen einer großen Zahl von Enthüllungsgeschichten über die Mächtigen in Staat und Wirtschaft, die Pritzkoleit in strikter Folge fast jährlich durch ein neues Werk ergänzte. Seine Protagonisten heißen Krupp, Thyssen und Quandt, Horten und Schlieker, Neckermann und Oetker, um nur einige zu nennen. Pritzkoleit gibt eine Antwort auf die Frage nach dem Wirtschaftswunder, veröffentlicht als erster eine Liste der nationalsozialistischen Wehrwirtschaftsführer, enthüllt Strukturen von Konzernen und Großbanken, von Zigarettenindustrie, Großchemie und Braugewerbe und macht sich damit nicht nur Freunde. Seine kritischen Bücher werden mit großer Resonanz aufgenommen und erfolgreich verkauft. Pritzkoleit kann sich zu Lebzeiten auf der Bestseller-Liste des „Spiegel“ behaupten und dient heute noch nachfolgenden Wirtschaftspublizisten als Quelle.
Er vertrat in seinen Büchern die Ansicht, dass in Deutschland die Macht den von reichen Familien und einigen Neureichen geführten Aktiengesellschaften und den Wirtschaftsverbänden wie z. B. dem BDI gehört. Deren Macht sei größer geworden, weil die politischen Kräfte es versäumten den wirtschaftlichen Wachstumsprozess richtig einzuschätzen.
Er starb im Alter von 60 Jahren in Münster.

## Werke
- Männer und Geschäfte, ein Lesebuch zur Geschichte der USA, Suhrkamp Verlag, Berlin 1943
- Männer Mächte Monopole. Hinter den Türen der westdeutschen Wirtschaft, Karl Rauch Verlag, Düsseldorf 1953
- Bosse Banken Börsen. Herren über Geld und Wirtschaft, Kurt Desch Verlag, München 1954
- Die neuen Herren. Die Mächtigen in Staat und Wirtschaft, Kurt Desch Verlag, München 1955
- Wem gehört Deutschland. Eine Chronik von Besitz und Macht, Kurt Desch Verlag, München 1957
- Das kommandierte Wunder. Deutschlands Weg ins 20. Jahrhundert, Kurt Desch Verlag, München 1957
- Auf einer Woge von Gold. Der Triumph der Wirtschaft, Kurt Desch Verlag, München 1960
- Gott erhält die Mächtigen. Rück- und Rundblick auf den deutschen Wohlstand, Karl Rauch Verlag, Düsseldorf 1963
- Berlin – ein Kampf ums Leben. Karl Rauch Verlag, Düsseldorf 1963
- Das gebändigte Chaos. Die deutschen Wirtschaftslandschaften. Kurt Desch Verlag, München 1965
- Das Pritzkoleit-Archiv, Zeitungsausschnittssammlung, weitergeführt von der Ruhr-Universität Bochum, jetzt angesiedelt beim Rheinisch-Westfälischen Wirtschaftsarchiv in Köln